# 20768 Ланґберґ
20768 Ланґберґ (20768 Langberg) — астероїд головного поясу, відкритий 25 серпня 2000 року.
Тіссеранів параметр щодо Юпітера — 3,501.